# Ceará Sporting Club
El Ceará Sporting Club és un club de futbol brasiler de la ciutat de Fortaleza a l'estat de Ceará.

## Història[1]

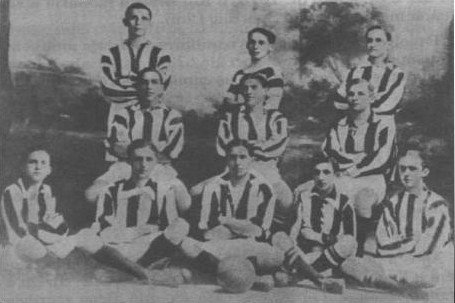
Equip la temporada 1915.

El club fou fundat el 2 de juny de 1914 amb el nom de Rio Branco Football Club per Gilberto Gurgel, Walter Barroso, Raimundo Justa, Newton Rôla, Bolívar Purcell, Aluísio Mamede, Orlando Olsen, José Elias Romcy, Isaías Façanha de Andrade, Raimundo Padilha, Rolando Emílio, Meton Alencar Pinto, Gotardo Morais, Artur de Albuquerque, Luís Esteves Júnior, Cincinato Costa, Carlos Calmon i Eurico Medeiros. Un any exacte del seu naixement el club canvià el seu nom per Ceará Sporting Club. Entre 1915 i 1919 guanyà cinc campionats de Fortaleza consecutius. El 1941 guanyà el campionat cearense, l'any d'inauguració de l'estadi Presidente Vargas. El 1969 guanyà la Copa Norte-Nordeste. Participà en la primera edició del campionat brasiler de futbol l'any 1971 tot i que es classificà en darrera posició. La millor classificació mai aconseguida pel club fou el 1987 amb una setena posició al campionat brasiler. A més, el 1994 fou finalista de la Copa do Brasil. El seu primer campionat internacional fou l'any següent amb la participació en la copa Conmebol.
Dins del seu estat, el Ceará acostuma a representar les classes més populars i per aquest motiu rep el qualificatiu del més estimat (O Mais Querido). La mascota de l'equip és un avi, en portugués "Vovô", un dels àlies de l'equip. La mascota aparegué a finals de 1919 i el seu nom és degut a ser el club més antic de l'estat.

## Estadi
La seu del Ceará és l'estadi Carlos de Alencar Pinto amb capacitat per a 3.000 persones, però l'equip només juga a l'Castelão amb capacitat per 67.037 espectadors i a l'estadi Presidente Vargas amb 20.268 espectadors.

## Jugadors destacats
- Josimar
- Iarley
- Mota
- Sérgio Alves
- Gildo
- Geraldo

## Palmarès

### Futbol
- 1 Copa Norte-Nordeste: 1969
- 42 Campionat cearense: 1915, 1916, 1917, 1918, 1919, 1922, 1925, 1931, 1932, 1939, 1941, 1942, 1948, 1951, 1957, 1958, 1961, 1962, 1963, 1971, 1972, 1975, 1976, 1977, 1978, 1980, 1981, 1984, 1986, 1989, 1990, 1992, 1993, 1996, 1997, 1998, 1999, 2002, 2006, 2011, 2012, 2013

### Futbol sala
- Campeonato Cearense de Futsal: 2002, 2003, 2004